# Теплоприсутній магнетний запис
Теплоприсутній магнітний запис (англ. Heat-assisted magnetic recording, HAMR) — гібридна технологія запису інформації, що комбінує магнітооптичний запис і магнітне зчитування..

## Опис технології
Принцип роботи пристроїв, що використовують цю технологію, полягає в локальному нагріванні лазером і перемагнічуванні в процесі запису поверхні пластин жорсткого диска. Нагрівання поверхні знижує коерцитивність матеріалу поверхні, що дозволяє значно зменшити розміри магнітної області, яка зберігає один біт інформації, і збільшити стабільність зберігання даних, уникаючи шкідливого впливу суперпарамагнітного ефекту. Нагрівання здійснюється за допомогою лазера, який за 1 пс розігріває ділянку запису до 100 °C.